# Soanenga
Soanenga is een plaats en commune in het westen van Madagaskar, behorend tot het district Besalampy, dat gelegen is in de regio Melaky. Tijdens een volkstelling in 2001 telde de plaats 9.360 inwoners.
De plaats biedt enkel lager onderwijs aan. Bij de plaats bevindt zich een rivierhaven. 48 % van de bevolking werkt als landbouwer, 30 % houdt zich bezig met veeteelt en 20% verdient zijn brood als visser. Het belangrijkste landbouwproduct is rijst; andere belangrijke producten zijn kokosnoten en catechuzaden. Verder is 2% actief in de dienstensector.